# Тюркизмы в русском языке
Тюркизмы в русском языке — слова, заимствованные из тюркских языков в русский, древнерусский и праславянский языки в разные исторические периоды. 
Через посредство тюркских языков в русский (как и в западноевропейские языки) попали также и слова арабского и персидского происхождения, имеющие поэтому лингвистический статус тюркизмов (например, хозяин или заимствованные из западноевропейских языков диван, киоск, халва). Тюркизмами называются также слова тюркского происхождения независимо от языка-посредника. Основная масса этих заимствований приходится на период XVI—XVII веков.

## Фонетика
Фонетическое явление тюркских заимствований называется сингармонизмом гласных, в русском языке оно даёт повторение однородных гласных в слове: башмак, алмаз, казна, батрак, балда, сазан, таракан, баклажан, балаган, сундук, урюк, утюг, чубук, чугун. Для некоторых слов тюркского происхождения характерны конечные -лык и -ча: башлык, ярлык, балык, шашлык, каланча, алыча, парча, саранча, епанча (очень многие географические названия также оканчиваются на -ча).

## Хронология
Хронологически можно выделить несколько слоёв тюркских заимствований:
1. Унаследованные тюркизмы из праславянского языка.
2. Древнерусские заимствования домонгольского периода.
3. Древнерусские заимствования из тюркских языков периода Золотой Орды.
4. Заимствования XVI—XVII веков.
5. Заимствования XVIII—XX веков.

Установить точно, из какого именно языка взято то или иное заимствование, часто не представляется возможным.

### Праславянский период
Единственным достоверно установленным (то есть с тюркским этимоном, совпадающим как формально, так и семантически с праславянским словом) праславянским тюркизмом является слово чекан (*čakanъ). Вероятно также тюркское происхождение слов болван и товар. Предполагается тюркское посредство для слов баран (иранское) и книга (китайское).

### Домонгольский период
Сохранившиеся тюркизмы (из тюркских языков или через их посредство из других) домонгольского периода исчисляются единицами: боярин, шатёр, богатырь, ватага, жемчуг, кумыс, лошадь, лошак, орда. Слово собака, по наиболее распространённой версии, — иранское, но О. Н. Трубачёв считал его тюркским.
Заимствование лошадь, засвидетельствованное в описях XII века, вступило во взаимодействие с исконным словом конь и вызвало обратную перестройку в семном отношении лексем. По мнению И. Г. Добродомова, слово лошадь имеет не тюркское, а славянское происхождение (от слова лоший «плохой» и суффикса -адь).
Особую группу составляют несколько булгаризмов, заимствованных через посредство старославянского языка: бисер, капище, ковчег, кумир, сан, чертог. Кроме того, можно добавить слово неясного происхождения ковёр (Фасмер допускает его заимствование из волжско-булгарского или дунайско-булгарского языка).

### Период Золотой Орды
В этот период в русский язык вошёл ряд важных слов, относящихся к государственному (ям, ямщик, ярлык, казак, кочевать), военному (есаул, караул, хорунжий, кинжал, атаман, сабля, кошевой) и экономическому устройству (деньга, казна, казначей, тамга (откуда таможня), барыш, хозяин, харч, возможно также кабала).
Другие заимствования относятся к таким сферам жизни, как строительство (кирпич, жесть, лачуга), украшения (серьга, алмаз, изумруд), напитки (брага, буза), огород (арбуз, ревень), ткани (атла́с, миткаль, бязь, тесьма), одежда и обувь (башмак, кафтан, шаровары, тулуп, пимы, башлык, сарафан, колпак, фата, чулок), быт (стакан, сундук), погода (буран, туман). Некоторые другие заимствования этого периода: кулак, курган, алый, барсук, бусурман, карий, мишень, безмен, таракан, тюрьма, бадья, булат, бурлак, гурт, базар.

### XVI—XVII века
Заимствования этого времени особенно многочисленны, что объясняется огромным культурным влиянием Османской империи. Это влияние распространяется даже на начало XVIII века: к петровской эпохе относятся такие известные заимствования как башка, изъян, карандаш, фарфор и т. д.
Завоевание Сибири Ермаком привело к новому витку заимствований из местных тюркских наречий Сибирского ханства и различных языков, отражающих местные реалии (бурундук) и топонимы (Иртыш, Енисей, Алтай).

#### XVI век[3]
- артель
- чулан
- юфть
- амбар
- арап
- барабан
- барс
- бахрома
- бахча
- бирюза
- бугор
- буланый
- бурав
- войлок
- вьюк
- епанча
- ишак
- каблук
- кайма
- кандалы
- каурый
- кистень
- колчан
- кушак
- лапша
- лафа
- палач
- саранча
- сундук
- таз
- толмач
- тулуп
- чалма
- чалый
- чемодан
- чердак
- чобот
- яр

#### XVII век[3]
- каракули
- штаны
- яшма
- айва
- лиман
- шашлык
- аркан
- кисея
- нефть
- фитиль
- балаган
- балда
- башлык
- беркут
- изюм
- кавардак
- каланча
- капкан
- караван
- карга
- кинжал
- кирка
- кузов
- кумач
- нашатырь
- очаг
- сазан
- сарай
- сафьян
- севрюга
- сурьма
- табун
- туман
- утюг
- халат
- чугун
- шайка (таз)
- шалаш

### XVIII век[3]
- баклажан
- башка
- игрений
- изъян
- кабан
- кадык
- камыш
- карандаш
- кибитка
- парча
- плов
- сурок
- сычуг
- тормоз
- туша
- фарфор
- ханжа
- бакалея
- дымка (ткань)
- пай (доля)
- тюк
- шаровары
- балык
- буран
- ералаш
- кутерьма
- чинар

Слово кабан широко распространилось в русском языке, где оно постепенно вытеснило исконное слово вепрь в сферу поэтической лексики.
Слово карандаш в тюркских языках было вытеснено арабским словом калем.

### XIX век[3]
- айда
- алыча
- балбес
- карапуз
- чебурек[11]
- кетмень
- кизил
- кобура
- папаха
- сарыч
- тюбетейка
- хурма
- чекмень
- якшаться
- люля-кебаб
- чурек
- тахта
- байджарах
- каракал

Такие слова, как алыча, архалук, башлык, зимбиль, кунак, папаха, тулук, чохом, чурек, чуха, вошедшие в русский литературный язык в период вхождения территории Закавказья в состав России, могут, учитывая культурно-исторические связи и семантику слова, являться азербайджанизмами — тюркизмами, заимствованными из азербайджанского языка.

### Неопределённое время заимствования
- бабай[13]
- Тугаи (в значении излучина реки), также Тугайные леса
- арык
- бархан
- саман

### Западноевропейские тюркизмы
В западноевропейские языки из турецкого было заимствовано некоторое количество слов, обозначающих «восточные» реалии. Через западное посредство они вошли и в русский язык. Некоторые наиболее известные:
- диван
- жасмин
- каракуль
- киоск
- софа
- тюльпан
- тюрбан
- йогурт

Слово йогурт является одним из наиболее распространённых тюркизмов. Оно было заимствовано во многие языки мира (английский, немецкий, славянские, южно-азиатские, арабский и т. д.).

## Ложные и спорные тюркизмы
В 1976 году вышел «Словарь тюркизмов в русском языке», составленный Е. Н. Шиповой, ставший на то время итогом сбора и систематизации материала, касающегося изучения тюркизмов русского языка и включающий около 2000 слов. Вместе с тем, по мнению специалистов, «словарь несколько перегружен сомнительными или явно не доказанными этимологиями. Иногда автор сам проводит подобные этимологии, иногда сомневается в подобных явно ложных этимологиях, а иногда некритически соглашается с высказанными ранее у других авторов». Хотя количество ложных этимологий в словаре невелико, иногда они относятся к общеупотребительной лексике.
Некоторые слова заведомо нетюркского происхождения или те, тюркское происхождение которых под сомнением, кочуют из списка в список:
| - лагуна - баламут - барбарис - багульник - бардак - бергамот - бирка - бурка - бурлак - бусы - вишня | - вол - гашиш - гоголь - гурт - ендова - калач - кайф - карась - каторга | - кисет - клянчить - ковш - колбаса - колики - кольчуга - лебеда - лимон - лохань - магарыч - маяк | - мех - мусор - набекрень - осина - осот - пирог - тьма - упырь - ураган - урон - факир | - чайка - шакал - шаль - шафран - шериф - шершавый - шишка - щи - ящик |

Среди этимологов часто существуют разногласия по поводу принадлежности того или иного слова к разряду тюркизмов. Например, в своей книге «Русские фамилии тюркского происхождения» Н. А. Баскаков утверждает, что слова «пирог», «гоголь», «баламут», «шишка» имеют тюркское происхождение, с чем, однако, не согласны другие авторы.